# 纳亚
纳亚（法語：Naillat，法語發音：[naja]）是法国克勒兹省的一个市镇，属于盖雷区。

## 地理
纳亚（46°15'52"N, 1°38'14"E）面积36.23 平方千米，位于法国新阿基坦大区克勒兹省，该省份为法国中部省份，位于法國中央高原西北部，北起安德尔省和谢尔省，西接维埃纳省，南至科雷兹省，东临多姆山省，东北与阿列省接壤。
与纳亚接壤的市镇（或旧市镇、城区）包括：比西耶尔迪努瓦斯、科隆达讷、丹勒帕莱斯泰勒、弗勒拉、诺特、圣莱热布里德雷、圣普列斯特-拉普莱讷、圣叙尔皮斯-勒迪努瓦。

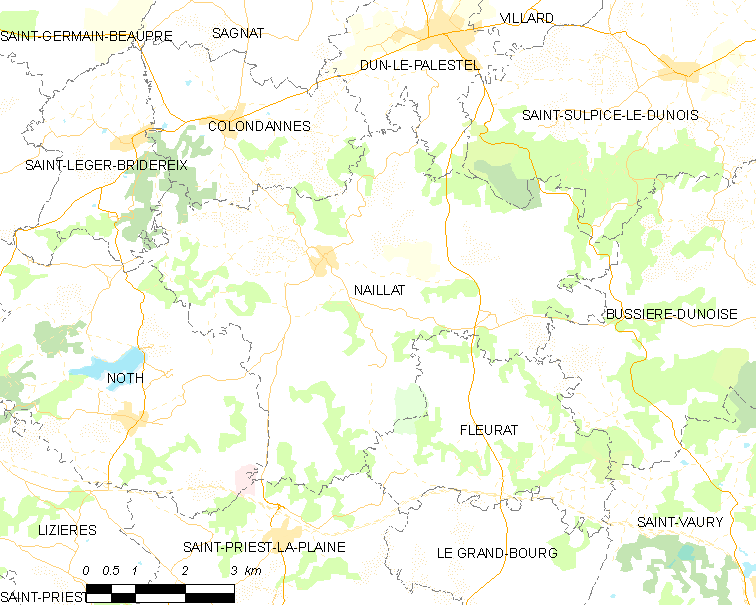
纳亚的OSM定位图

纳亚的时区为UTC+01:00、UTC+02:00（夏令时）。

## 行政
纳亚的邮政编码为23800，INSEE市镇编码为23141。

## 政治
纳亚所属的省级选区为丹勒帕莱斯泰勒县。

## 人口

1962-2008年间纳亚人口变化图示

纳亚于2022年1月1日时的人口数量为667人。